# Discografia di Shade
La discografia di Shade, rapper e doppiatore italiano, è costituita da quattro album in studio, ventisei singoli e ventiquattro video musicali (inclusi quelli come artista ospite), pubblicati dal 2015.

## Album in studio
| Anno | Titolo | Classifiche | Certificazioni | Unità          |
| Anno | Titolo | ITA         | Certificazioni | Unità          |
| ---- | --- | ----------- | -------------- | -------------- |
| 2015 | Mirabilansia - Pubblicato: 25 marzo 2015 - Etichetta: Warner Music Italy - Formati: CD, download digitale, streaming        | —           |                |                |
| 2016 | Clownstrofobia - Pubblicato: 14 gennaio 2016 - Etichetta: Warner Music Italy - Formati: CD, download digitale, streaming    | 7           |                |                |
| 2018 | Truman - Pubblicato: 16 novembre 2018 - Etichetta: Atlantic, Warner Music Italy - Formati: CD, download digitale, streaming | 9           | - ITA: Oro     | - ITA: 25 000+ |
| 2023 | Diversamente triste - Pubblicato: 7 luglio 2023 - Etichetta: Sony Music - Formati: CD, download digitale, streaming         | 59          |                |                |

## Singoli

### Come artista principale
| Anno                                                         | Titolo                                        | Classifiche | Certificazioni     | Unità           | Album di provenienza             |
| Anno                                                         | Titolo                                        | ITA         | Certificazioni     | Unità           | Album di provenienza             |
| ------------------------------------------------------------ | --------------------------------------------- | ----------- | ------------------ | --------------- | -------------------------------- |
| 2014                                                         | Cambiare stato                                | —           |                    |                 | Mirabilansia                     |
| 2015                                                         | Mai una gioia                                 | —           |                    |                 | Mirabilansia                     |
| 2015                                                         | Se i rapper fossero noi (feat. Fred De Palma) | —           |                    |                 | Clownstrofobia                   |
| 2016                                                         | Stronza bipolare                              | —           | - ITA: Oro         | - ITA: 25 000+  | Clownstrofobia                   |
| 2016                                                         | Odio le hit estive                            | —           |                    |                 | /                                |
| 2017                                                         | Bene ma non benissimo                         | 16          | - ITA: Platino (2) | - ITA: 100 000+ | Truman                           |
| 2017                                                         | Irraggiungibile (feat. Federica Carta)        | 2           | - ITA: Platino (3) | - ITA: 150 000+ | Truman                           |
| 2018                                                         | Amore a prima insta                           | 27          | - ITA: Oro         | - ITA: 25 000+  | Truman                           |
| 2018                                                         | Figurati noi (feat. Emma Muscat)              | 41          |                    |                 | Truman                           |
| 2019                                                         | Senza farlo apposta (con Federica Carta)      | 5           | - ITA: Platino     | - ITA: 50 000+  | Truman (Sanremo Edition) Popcorn |
| 2019                                                         | La hit dell'estate                            | 13          | - ITA: Platino (2) | - ITA: 100 000+ | /                                |
| 2020                                                         | Allora ciao                                   | 27          | - ITA: Platino     | - ITA: 70 000+  | /                                |
| 2020                                                         | Autostop                                      | 13          | - ITA: Platino (2) | - ITA: 140 000+ | /                                |
| 2021                                                         | In un'ora                                     | 21          | - ITA: Platino     | - ITA: 70 000+  | /                                |
| 2022                                                         | Tori seduti (con J-Ax)                        | 68          | - ITA: Oro         | - ITA: 50 000+  | Diversamente triste              |
| 2023                                                         | Pendolari                                     | —           |                    |                 | Diversamente triste              |
| 2023                                                         | Lunatica                                      | —           |                    |                 | Diversamente triste              |
| 2023                                                         | Per sempre mai (con Federica Carta)           | —           |                    |                 | Diversamente triste              |
| 2025                                                         | Iconica                                       | —           |                    |                 | /                                |
| "—" indica una pubblicazione non classificata in quel paese. |                                               |             |                    |                 |                                  |

### Come artista ospite
| Anno                                                         | Titolo                                               | Classifiche | Album di provenienza         |
| Anno                                                         | Titolo                                               | ITA         | Album di provenienza         |
| ------------------------------------------------------------ | ---------------------------------------------------- | ----------- | ---------------------------- |
| 2018                                                         | On Demand (Benji & Fede feat. Shade)                 | 26          | Siamo solo Noise             |
| 2020                                                         | Canzone sbagliata (Danti feat. Luca Carboni e Shade) | —           | /                            |
| 2021                                                         | Garçon (Biondo feat. Shade)                          | —           | 3:33                         |
| 2024                                                         | Dire fare baciare (Elettra Lamborghini feat. Shade)  | 70          | /                            |
| 2024                                                         | Vibez (Jangy Leeon feat. Shade)                      | —           | All eyes in beast            |
| 2024                                                         | Uomo semplice (Nello Taver feat. Shade)              | —           | Musica per grattare nei club |
| 2025                                                         | Finirà malissimo (Finley feat. Shade)                | —           | /                            |
| "—" indica una pubblicazione non classificata in quel paese. |                                                      |             |                              |

## Collaborazioni
| Anno | Titolo                                                              | Album di provenienza                   |
| ---- | ------------------------------------------------------------------- | -------------------------------------- |
| 2011 | Vado via (Yota feat. Rew, DJ Lil Cut e Shade)                       | /                                      |
| 2011 | 10 kg di mole (Pula+ feat. Shade, Rew e Sfolla)                     | In forma                               |
| 2011 | 10 kg di simpatia forzata (Pula+ feat. Rew e Sfolla)                | In forma                               |
| 2012 | Bravo (Helldee feat. Shade e Rew)                                   | Meglio soli                            |
| 2012 | Anni luce (Helldee feat. Rew e Shade)                               | /                                      |
| 2013 | Passa il microfono (Moreno feat. Clementino, Fred De Palma e Shade) | /                                      |
| 2013 | Niko Bellic (Anagogia feat. Debbit, Nico Flash, Esse e Shade)       | /                                      |
| 2014 | Sedativo (Blue Virus feat. Shade)                                   | /                                      |
| 2014 | Mi piace RMX (Two Fingerz feat. Baby K, Shade e Fred De Palma)      | /                                      |
| 2014 | Dalla a me (Rezophonic feat. Shade)                                 | Dance Lab                              |
| 2014 | Fai cisti (Fred De Palma feat. Shade)                               | Lettera al successo                    |
| 2015 | Ti seguirò (Luigi Addate feat. Reverendo e Shade)                   | Ti seguirò                             |
| 2015 | Babbi & Baby Squillo (feat. Two Fingerz)                            | Danksy                                 |
| 2015 | Mentos&Coca Cola (Two Fingerz feat. Shade)                          | La tecnica Bukowski                    |
| 2016 | Una sosta dal mondo (Marco Ligabue feat. Shade)                     | Il mistero del DNA                     |
| 2017 | La rivincita dei Nerds (Grido feat. Shade)                          | Segnali di fumo                        |
| 2017 | Vintage Freestyle (Boro feat. Shade)                                | /                                      |
| 2018 | Doraemon (Cristina D'Avena feat. Shade)                             | Duets Forever - Tutti cantano Cristina |
| 2018 | L'ultima spiaggia (Jvli feat. Shade e Boro)                         | Liberté                                |
| 2018 | Food Porn (Il Pagante feat. Shade)                                  | Paninaro 2.0                           |
| 2019 | Che buona (Dani Faiv feat. Shade)                                   | Fruit Joint                            |
| 2019 | Le olimpiadi tutti i giorni (Paola Turci feat. Shade)               | Viva da morire                         |
| 2019 | Pensieri nomadi (Enigma feat. Shade)                                | Booriana                               |
| 2019 | Sku Sku (Fred De Palma feat. Shade)                                 | Uebe                                   |

## Autore per altri artisti
| Anno | Titolo                   | Artista/i    | Album di provenienza                                  |
| ---- | ------------------------ | ------------ | ----------------------------------------------------- |
| 2019 | La vendetta del Signor S | Me contro Te | Il fantadisco dei Me contro Te - Canta con Luì e Sofì |
| 2019 | Insieme                  | Me contro Te | Il fantadisco dei Me contro Te - Canta con Luì e Sofì |
| 2021 | Mi troverai              | Me contro Te | La fantacompilation dei Me contro Te                  |
| 2021 | Questa scuola            | Me contro Te | La fantacompilation dei Me contro Te                  |
| 2021 | Noi no                   | Me contro Te | /                                                     |
| 2021 | Uh na na na              | Me contro Te | La fantacompilation dei Me contro Te                  |
| 2022 | Vamos a la fiesta        | Me contro Te | /                                                     |
| 2023 | La canzone del Cowboy    | Me contro Te | /                                                     |
| 2023 | Vacanze in Transilvania  | Me contro Te | /                                                     |

## Video musicali
| Anno | Titolo                  | Regista/i                                                  |
| ---- | ----------------------- | ---------------------------------------------------------- |
| 2014 | Cambiare stato          | Karmadillo C.F.                                            |
| 2015 | Mai una gioia           | Andrea "RKH" Dipa                                          |
| 2015 | Se i rapper fossero noi | Andrea "RKH" Dipa                                          |
| 2016 | Stronza bipolare        | Andrea "RKH" Dipa                                          |
| 2016 | Odio le hit estive      | Andrea "RKH" Dipa                                          |
| 2017 | Bene ma non benissimo   | Fabio Tartaglia e Luca Aleotti                             |
| 2017 | Irraggiungibile         | Cristofer Stuppiello e Vito Ventura                        |
| 2018 | On Demand               | Fabio Tartaglia                                            |
| 2018 | Amore a prima insta     | Fabrizio Conte                                             |
| 2018 | Figurati noi            | Cristofer Stuppiello, Federico Santaiti e Nicholas Baldini |
| 2019 | Senza farlo apposta     | Igor Grbesic e Marc Lucas                                  |
| 2019 | La hit dell'estate      | Igor Grbesic e Marc Lucas                                  |
| 2020 | Allora ciao             | Federico Santaiti e Nicholas Baldini                       |
| 2020 | Canzone sbagliata       | Daniele Lazzarin, Flavio Caruso e Maccio Capatonda         |
| 2020 | Autostop                | Federico Santaiti                                          |
| 2021 | In un'ora               | Federico Santaiti                                          |
| 2022 | Tori seduti             | Marc Lucas                                                 |
| 2023 | Pendolari               | Matteo "Colomovie" Colombo                                 |
| 2023 | Lunatica                | Federico Santaiti                                          |
| 2023 | Per sempre mai          | Federico Santaiti                                          |
| 2024 | Dire fare baciare       | Fabrizio Conte                                             |
| 2024 | Uomo semplice           | Fotonico                                                   |
| 2025 | Finirà malissimo        | Daniela Cimarelli                                          |
| 2025 | Iconica                 | Nicholas Baldini                                           |